# Адріано Фоскарі
Адріано Фоскарі (італ. Adriano Foscari, 10 червня 1904, Венеція - 22 червня 1980, Венеція) - італійський адмірал, учасник Другої світової війни.

## Біографія
Адріано Фоскарі народився 10 червня 1904 року у Венеції у сім'ї військового моряка, у шляхетній родині, яка дала декількох дожів та кардиналів. У 1918 році вступив до Військово-морської академії в Ліворно, яку закінчив 1922 році у званні гардемарина. У 1924 році отримав звання молодшого лейтенанта, у 1927 році - лейтенанта. У 1929 році був призначений ад'ютантом Емануеле Філіберто ді Савоя, герцога Д'Аоста, а з 1930 по жовтень 1933 року - ад'ютантом герцога Аймоне ді Савоя.
У 1934 році призначений капітаном міноносця «75 O.L.T.», пізніше командував есмінцем «Джованні Ачербі», зголом - підводним човном «Де Женей». У 1934 році отримав звання капітана III рангу і був скерований в Інститут морської війни (італ. Istituto di Guerra Marittima). З березня 1938 року командував підводними човнами «Антоніо Шеза», потім «Себастьяно Веньєро». У 1939 році був переведений на службу у Міністерство військово-морського флоту. У 1940 році отримав звання капітана II рангу.
7 січня 1942 року Адріано Фоскарі був призначений капітаном есмінця «Каміча Нера», на борту якого здійснив численні місії по супроводу конвоїв у Лівію. 2 грудня того ж року есмінець «Каміча Нера» взяв участь у бою біля Скеркі-Бенк. Він діяв рішуче, випустивши по ворогу всі 6 торпед, які не влучили у ціль, а також намагався чинити опір за допомогою артилерійського вогню. За мужність, проявлену під час бою, Адріано Фоскарі був нагороджений Золотою медаллю «За військову доблесть».
З лютого 1943 року Адріано Фоскарі ніс службу у Військово-морській академії, у її відділенні у Венеції. Після капітуляції Італії 8 вересня 1943 року перебрався до Бриндізі.
У квітні 1944 року отримав звання капітана I рангу. 1 жовтня того ж року був призначений командиром полку «Сан Марко», яким командував до 30 жовтня 1945 року. Полк брав участь у боях за визволення Італії він німців. За участь у цих бойових діях Адріано Фоскарі був нагороджений Військовим орденом Італії.
1 лютого 1947 року Адріано Фоскарі був переведений в запас. У 1955 році отримав звання контр-адмірала. Помер у Венеції 22 червня 1980 року.

## Нагороди
- Золота медаль «За військову доблесть»
- Бронзова медаль «За військову доблесть» (нагороджений тричі)
- Кавалер Військового ордена Італії
- Хрест «За військову доблесть»
- Хрест «За бойові заслуги»
- Командор Ордена Корони Італії